# Loge Willem Frederik Karel
De Loge Willem Frederik Karel in Den Helder is een vrijmetselaarsloge die is opgericht op 19 november 1825. Het is hiermee de op een na oudste nog bestaande vereniging van Den Helder. De loge is bij de oprichting vernoemd naar Willem Frederik Karel van Oranje-Nassau, die de toenmalige Grootmeester van de Orde was. Dit was ook de reden voor de onderscheidingskleuren wit en oranje. Deze vrijmetselarij-vereniging draagt het anciënniteitsnummer 41, wat betekent dat dit de 41e loge in oprichting is sinds het bestaan van het Grootoosten der Nederlanden. De eerste voorzittend meester was de toenmalige commissaris van politie Pieter d'Armanville.

## Geschiedenis
Loge Willem Frederik Karel was niet de eerste vrijmetselaarsloge in Den Helder. Bekend is het bestaan van enkele zogenaamde "ambulante" loges: loges behorende bij leger- of marineonderdelen die na verloop van tijd weer uit de stad vertrokken. Van 1804 tot 1805 verbleef de loge "L'Union Constante militaire", behorende bij het 20ste bataljon Bataafse Infanterie in Den Helder en in 1812 was er ook nog de loge "Les Elèves de Mars et Neptune" waarvan de leden deel uitmaakten van het 33ste Regiment lichte infanterie.

#### De jaren van oprichting (1821-1826)
Het jaar 1821 kent een lange en strenge winter. Er is een schrijnende armoede in het land, de belastingdruk is hoog en voor de gewassen kan niet worden betaald. Op 16 november 1784 is het “Genoodschap van Konsten en Wetenschappen” opgericht onder de zinspreuk “Tot Nut van ’t Algemeen”. Inmiddels worden er steeds meer departementen van de Maatschappij tot Nut van 't Algemeen opgericht. Politiecommissaris van Den Helder Pieter d’Armandville en zijn secretaris Johannes Matthijs Schermerlé horen van deze oprichtingen en zijn van mening dat Den Helder niet kan achterblijven. Ter plaatse zijn veel goede werken te verrichten, maar daarvoor is geld nodig. Na dagen waarin de interesse wordt gepeild bij mogelijke medestanders, zijn het uiteindelijk de heren Noot, Van der Zanden, Van Straten, Lohman en Van Meerbeeck die tezamen met Pieter d’Armandville en Johannes Matthijs Schermerlé op 6 december 1822 een Helderse departement mogen oprichten van 't Nut, met als zinspreuk “Zucht tot weldoen”.
Maar deze oprichting smaakt naar meer. Pieter d’Armandville, zelf reeds vrijmetselaar, vindt onder de reeds in Den Helder aanwezige vrijmetselaren en leden van het departement van 't Nut enthousiasme tot het stichten van een eigen loge. In oktober 1825 gaat daartoe een verzoek uit naar het hoofdbestuur in 's-Gravenhage, opgesteld door d’Armandville. Gevraagd wordt een loge te mogen oprichten, dragende de naam “Willem Frederik Karel”, met als kleuren oranje en wit. Het is de tijd waarin Prins Frederik Grootmeester is. Het verzoek wordt in de vergadering van het hoofdbestuur op 19 november 1825 behandeld en bij brief van 23 november 1825 wordt een positief antwoord gegeven.
De eerste functionarissen van de nieuwe loge zijn naast Pieter d’Armandville (welke als eerste Voorzittend Meester is geïnstalleerd), de heren Pieter van der Zanden, Jean Baptitst van Meerbeeck, Johannes Schermerlé, Fransiscus van Straten, Pieter Ruardi (de eerste plattelandsdokter die zich in 1824 vestigt in Den Helder), Jan de Jong en George Hackett. De loge groeit en bloeit en zij die aankloppen hebben uiteenlopende beroepen en kwamen voornamelijk uit alle rangen en standen van de Helderse burgerij: timmerman, horlogemaker, schilder, adelborst, officier, aannemer, scheepskapitein. Daarnaast kwamen de leden uit omringende plaatsen als Wieringerwerf, Callantsoog, Den Oever en Hippolytushoef. Het ledental van de loge is altijd aan schommelingen onderhevig geweest. Voor de bijeenkomsten heeft het bestuur een achterzaaltje in het logement Concordia aan het einde van de Kanaalweg gehuurd.
Daar de door het hoofdbestuur uitgegeven en namens de Grootmeester Prins Frederik ondertekende constitutiebrief gedateerd is op 19 november 1825, wordt dit als datum van oprichting gezien. Echter staat het jaargetijde de installatie van de loge in de weg en uiteindelijk zal het tot 8 mei 1826 duren voordat de loge officieel kan worden geïnstalleerd. Tot teleurstelling van de plaatselijke vrijmetselaren niet in aanwezigheid van Prins Frederik zelf, maar een toch wel zware delegatie bestaande uit de vice-president van de Orde, Jan Schouten, en enkele andere hoogwaardigheidsbekleders zal de installatie bijwonen.
De bijeenkomst heeft wel een staartje. De dignitarissen declareren de achteraf door hen gemaakte kosten voor de installatie en de rekening doet de broeders naar lucht happen: fl. 68,70. Tijdens de viering van het 190-jarige bestaan op 3 december 2015 heeft het Hoofdbestuur van de Orde gemeend deze “ereschuld” alsnog in te moeten lossen en heeft een bedrag van €31,17 overgemaakt naar de loge..
Na het jaar van installatie raakt Pieter d’Armandville uit beeld. Zijn functie van politiecommissaris komt te vervallen, de burgemeesters worden belast met het politiebeheer. De eerste burgemeester van Den Helder, Jan in ’t Velt, krijgt ook de titel van directeur van politie in Den Helder en Zijpe. Hij is tevens vrijmetselaar.

#### Weldadigheid
Vanaf het ontstaan van de loges tot op heden zagen en zien veel vrijmetselaren het uitoefenen van weldadigheid als hun voornaamste plicht. Dit loopt dan ook als rode draad door de geschiedenis van de loge Willem Frederik Karel. Zeker de periode tussen de 19e en 20e eeuw laat hierin veel initiatieven zien.
De algemeen sociale, maatschappelijke en politieke situatie in de 19e eeuw is er een van "ons-kent-ons", zowel in de gemeenteraad, in de armenzorg, in maatschappelijke instellingen en in het lokale bedrijfsleven. Die overlap is incluis de loge Willem Frederik Karel. Eind 1830 is de sociale situatie dramatisch. In 1838 wordt door de loge verschillende giften aan de armen verstrekt en in januari 1839 wordt een bedrag van fl. 60,= gegeven aan de weduwen en kinderen van verongelukte sloeplieden, dus roeiers, te Huisduinen. In 1842 is plaatselijk een commissie tot uitdeling van warme spijzen aan behoeftigen ingesteld, waarvan Broeder Janzen (welke op dat moment de rijkste man in Den Helder) in 1844 tot president is benoemd.
De broeders Crap Hellingman, Lastdrager, Verweij en Bakker richten op 1846 de werkinrichting "Loon voor Werk" op. Medeondertekenaars van het reglement zijn eveneens broeders, namelijk P.A. Beets en Janzen. Crap Hellingman is tevens president van het Algemeen Armbestuur en controleur van financiën. Ook in de periode hierna blijft de loge, naast financiële ondersteuning aan de gemeente, ook rechtstreeks geld geven aan verarmde broeders of weduwen en kinderen van vrijmetselaren.
De nieuwe Armenwet zorgt in 1854 voor een keerpunt in de armenzorg. De wet bepaalt dat de hulp zoveel mogelijk kerkelijks armenzorg moet zijn. Indien dit volstrekt onmogelijk is, dan mag alleen algemene armenzorg. Rond 1860 wordt het beleid van de loge meer structureel en gemeentegrens overschrijdend met ondersteuning van meer landelijke initiatieven als de Louisa Stichting. Maar ondanks de invoering van de nieuwe armenwet blijft de loge ook doorgaan met de ondersteuning van de armen in Den Helder.
Na 1875, na de opening van het Noordzeekanaal komen er minder schepen aan in Den Helder en loopt ook het ledenaantal van de loge drastisch terug. Waar de Vrijmetselarij in 19e eeuw alleen zorgdraagt voor de armen, komen daar in de 20e eeuw de serviceclubs bij. Ook dit heeft uiteindelijk eveneens gevolgen voor het aantal leden van de loge. Maar ondanks de (financiële) problemen in eigen huis blijft de loge maatschappelijk betrokken.
Wat later, omstreeks 1900 -als de Sociale kwestie ontstaat- organiseren loges veel liefdadigheidsactiviteiten. Niet alleen in Nederland, maar ook in Nederlands-Indië. Er wordt in de loges en hoofdbestuur gesproken over wat zij kunnen doen op charitatief terrein en de centrale vraag binnen de Vrijmetselarij in 1893 luidt: "Moet de armenzorg in hoofdzaak overgelaten blijven aan kerkelijke en particuliere liefdadigheid, of zoveel mogelijk een voorwerp van staatszorg worden?" En natuurlijk: "Wat kan en mag de Vrijmetselarij in beide gevallen doen?" De door het hoofdbestuur ingestelde commissie stelt een verdeling voor in de aanpak van de armenzorg:  de mens die door bijzondere oorzaken tot armoede vervalt, en de mens die oud, afgeleefd en invalide is, en dus niet in staat is te werken. Voor deze laatste dient de Staat te zorgen, voor de eerste -welke dus arm is geworden door bijzondere omstandigheden- zal de particuliere liefdadigheid een rol gaan spelen. Maar deze verdeling zal pas ingaan na de aanvaarding van de nieuwe armenwet in 1912.
In 1908 wordt door 12 leden van de loge het Algemeen Militair Tehuis in Den Helder opgericht. Het steekt hen dat er in Den Helder wel een Rooms Katholiek en Protestants militair tehuis is, maar geen "algemeen", terwijl er bijvoorbeeld nogal wat Joodse jongens worden opgeroepen voor militaire dienst. In 1915 is er voldoende geld om tot realisatie over te gaan en in 1917 wordt er een stuk grond aangekocht in de Spoorstraat waar op 10 juli 1917 het gebouw in gebruik wordt genomen. De bestuursleden van de Stichting Algemeen Militair Tehuis zijn over het algemeen benoemd uit de leden van de loge Willem Frederik Karel. De stichting krijgt dan wel een jaarlijkse subsidie van de rijksoverheid voor exploitatie van het tehuis, maar verder moeten de financiën komen uit verhuur van de kamers en omzet van de bar. Maar deze opbrengst blijkt op den duur niet voldoende. Het aantal bezoekers loopt terug en militaire tehuizen raken "uit". Vanwege het jaarlijks oplopende verlies wordt op 01 januari 1984 besloten het gebouw te sluiten en te verkopen aan de Marine Onderofficieren Club (MOOC). Uit de opbrengst is een pensioenvoorziening voor de beheerder en zijn vrouw gekocht, de rest is in een fonds gestopt wat nog altijd bestaat onder de naam Stichting Willem Frederik Karel.
Vergeleken met de tijden tussen 1800 en begin 1900 zijn de sociale omstandigheden anno 2000 wel heel sterk verbeterd. Eind vorige eeuw bereikte de 
verzorgingsstaat haar hoogtepunt. Nu is er al een paar decennia sprake van terugtredende overheid, een ontwikkeling die gepaard gaat met een toename van hulpverlening door bewogen burgers. Ook loges pakken nieuwe taken op; het spreekt voor zich dat deze hulpverlening heel anders is dan in de vorige twee eeuwen. Zij staat verder af van de primaire levensbehoeften, hoewel bepaalde loges voedselbanken en opvang van daklozen ondersteunen. Wel kan worden geconcludeerd dat de term "Werken van Barmhartigheid" achterhaald is door de tijd. Dit helpt niet voor het appel dat vroeger en nu op de vrijmetselaar wordt gedaan om zijn maatschappelijke verantwoordelijkheid te nemen. Veel leden van de loge blijven zich dan ook op de een-of-andere manier inzetten voor de hulpbehoeftigen.

## Huidige status
Het ledenaantal van de loge is altijd aan sterkte veranderingen onderhevig geweest. Anno 2018 telt de loge zo'n 20 leden, zeer uiteenlopend in leeftijd en net als vroeger met verschillende achtergronden. De leden komen gedurende het werkjaar (van september tot juni) op de donderdagavond bijeen, waarbij onderscheidt kan worden gemaakt tussen de zogenaamde comparities en open loges.

### De comparitie
De gewone bijeenkomst bestaat uit de comparitie in de vergaderzaal. Er is een kort huishoudelijk gedeelte waarin de notulen, de ingekomen post etc. worden behandeld. Daarna houdt een van de leden een inleiding over een door hemzelf gekozen onderwerp. Gebruikelijke onderwerpen zijn de vrijmetselarij in het algemeen, de maçonnieke symboliek en/of of -gebruiken, maatschappelijke thema's, thema's op het gebied van levensbeschouwing, geloof of religie, onderwerpen die die verband houden met de doelstellingen van de vrijmetselarij of (zeer) persoonlijke lezingen. Na zijn lezing staat de inhoud ter bespreking waarbij uitgangspunt is dat de eventueel verschillende meningen met elkaar worden vergeleken en niet tegenover elkaar worden gesteld (het zogenaamde compareren).

### De open loge
De open loge wordt gehouden in de eigenlijke logezaal, ook wel werkplaats of tempel genoemd ter gelegenheid van een bijzondere gebeurtenis en betreffen de ritualistiek. De aanname van nieuwe leden, bevorderingen en verheffingen in de vrijmetselaarsgraden vinden in open loge plaats evenals de viering van maçonnieke feesten en de rouwloge als een lid is overleden. Deze bijeenkomsten zijn "in forma"; dat wil zeggen dat de leden zich voor de gelegenheid kleden in de bekende en traditionele vrijmetselaarskledij. De open loges worden gewoonlijk afgesloten met een gezamenlijke maaltijd; het "banket" of "broedermaal”.
De loge Willem Frederik Karel onderhoudt warme banden met de Neptunesloge nr. 58 en Falga-Rebekkah loge nr. 20 van de Odd Fellows, de Helderse departement van de Maatschappij tot Nut van 't Algemeen en de Helderse serviceclubs als de Rotary en diverse bevriende loges in Nederland en daarbuiten.

## Huisvesting

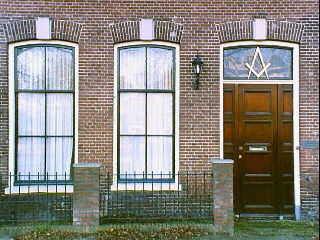
Logegebouw te Den Helder

Het logegebouw aan de Molengracht 5 is aangekocht door bemiddeling van broeder Ritmeester, de burgemeester van Den Helder. Het gebouw is symmetrisch van opzet en heeft vijf grote schuifvensters met een statige paneeldeur met bovenlicht. In dat bovenlicht zijn de passer en winkelhaak van de vrijmetselaarsbeweging als ornament aangebracht.

## Lijst van Voorzittend Meesters (1825-1940)
| Voorzittend meester         | Benoemd in | Termijnen |
| --------------------------- | ---------- | --------- |
| P. d'Armandville            | 1825       | 1         |
| P. vd. Zanden               | 1826       | 4         |
| J.B. van Meerbeeck          | 1830       | 1         |
| C.F. von Steyger            | 1833       | 5         |
| J.J.A. Greyton              | 1838       | 9         |
| P. Noot                     | 1847       | 1         |
| J.A. Crap Hellingman        | 1848       | 4         |
| E.J. Verweyde               | 1852       | 2         |
| J.A. Crap Hellingman        | 1854       | 1         |
| P.A. Beets                  | 1855       | 1         |
| J.A. Crap Hellingman        | 1856       | 8         |
| K.J.C. Stakman Bosse        | 1864       | 9         |
| C. de Bosch Reitz           | 1873       | 6         |
| W.A. Alting von Geussau     | 1879       | 2         |
| P. Uurbanus                 | 1881       | 13        |
| A. ten Klooster             | 1894       | 1         |
| W.J. van Neck               | 1896       | 11        |
| G.C. Dibbetz                | 1907       | 13        |
| H.B. van Dam                | 1920       | 1         |
| C.J.E. Brutel de la Rivière | 1920       | 1         |
| H. van Couwelaer (Ged.Mr:.) | 1921       | 1         |
| H.F. Minkema                | 1922       | 3         |
| J. Jager                    | 1925       | 1         |
| W.A.F. van Dijk             | 1926       | 1         |
| J. van de Veer              | 1927       | 1         |
| H.F. Minkema                | 1927       | 1         |
| M.J.W. Rienks               | 1928       | 3         |
| J.A. Jonker                 | 1931       | 2         |
| W. Heeroma                  | 1933       | 2         |
| M.J.W. Rienks               | 1935       | 3         |

Ter toelichting bij de functie van voorzittend meester een tweetal citaten uit de Algemene Bepalingen Ordegrondwet van de Orde van Vrijmetselaren onder het Grootoosten der Nederlanden:
1. De Voorzittend Meester van de loge is verantwoordelijk voor het behoud binnen zijn loge van de door de traditie gevestigde werkwijze van de Orde en voor het bewaren van de harmonie in de loge.
2. Niemand wordt als lid van de Orde aangenomen of toegelaten dan nadat hij in Open Loge in handen van de (fungerend) Voorzittend Meester de navolgende belofte heeft afgelegd:
Ik beloof het doel van de Orde naar vermogen door woord, geschrift, daad en voorbeeld, in handel en wandel te zullen voorstaan. Ik beloof gehoorzaamheid aan de wetten van de Orde en aan de besluiten van het Grootoosten. Ik beloof de verplichtingen, mij door of krachtens die wetten en besluiten opgelegd, getrouw te zullen nakomen en, gelet op het karakter van de Orde als besloten vereniging, te zullen eerbiedigen, wat mij als lid van die Orde wordt toevertrouwd.

### Fotogalerij

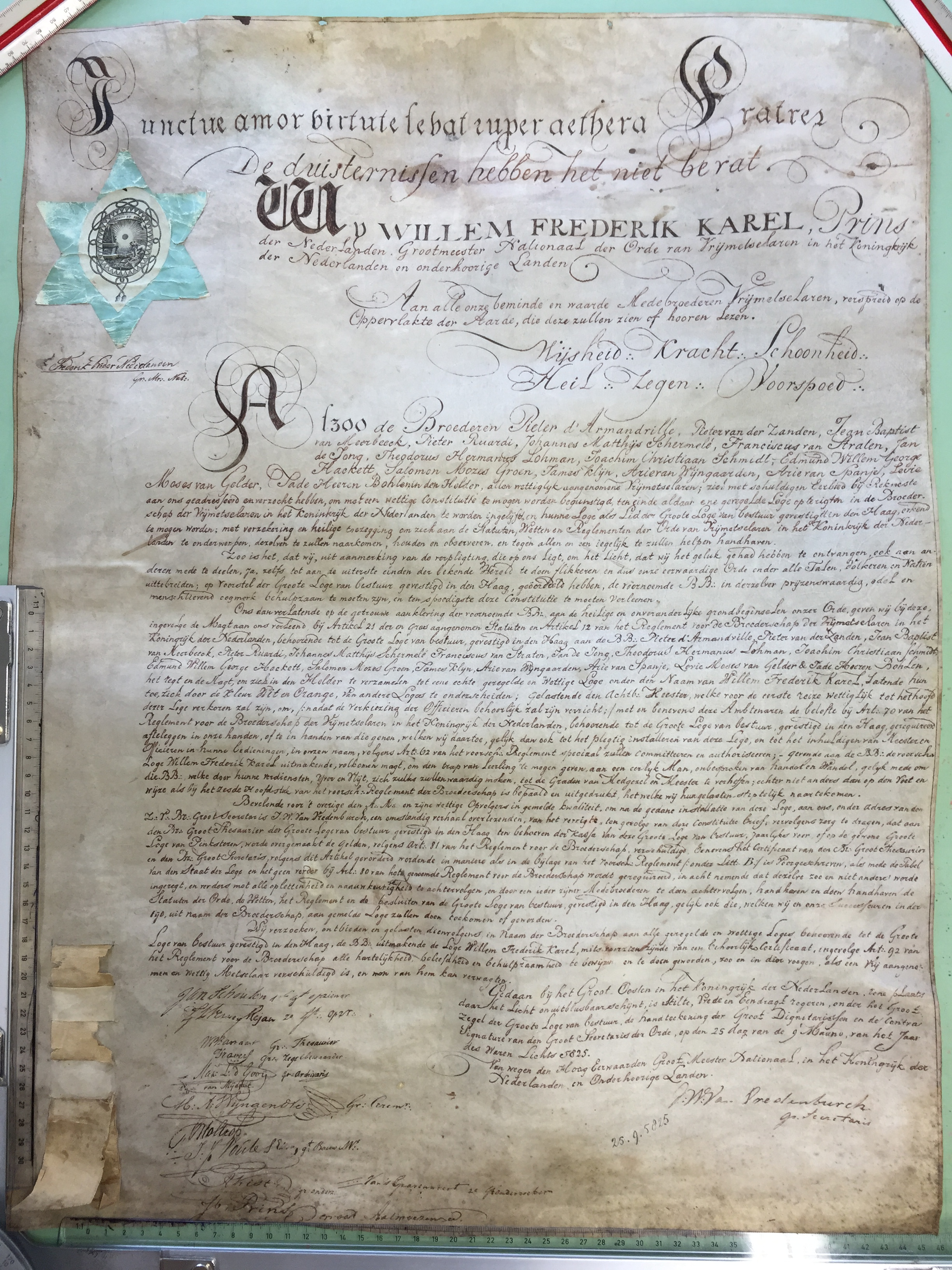
Constitutiebrief
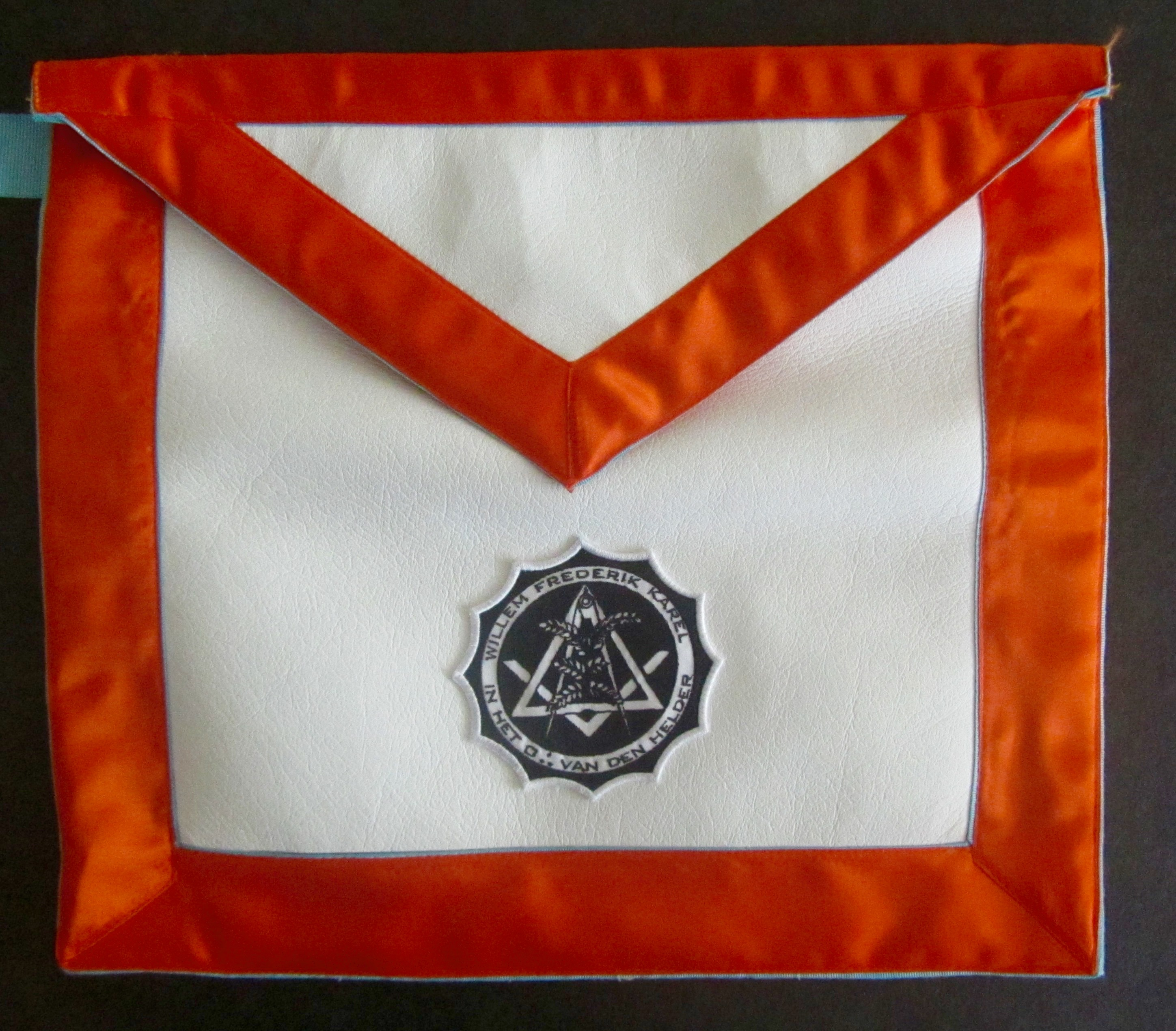
Schootsvel Loge WFK
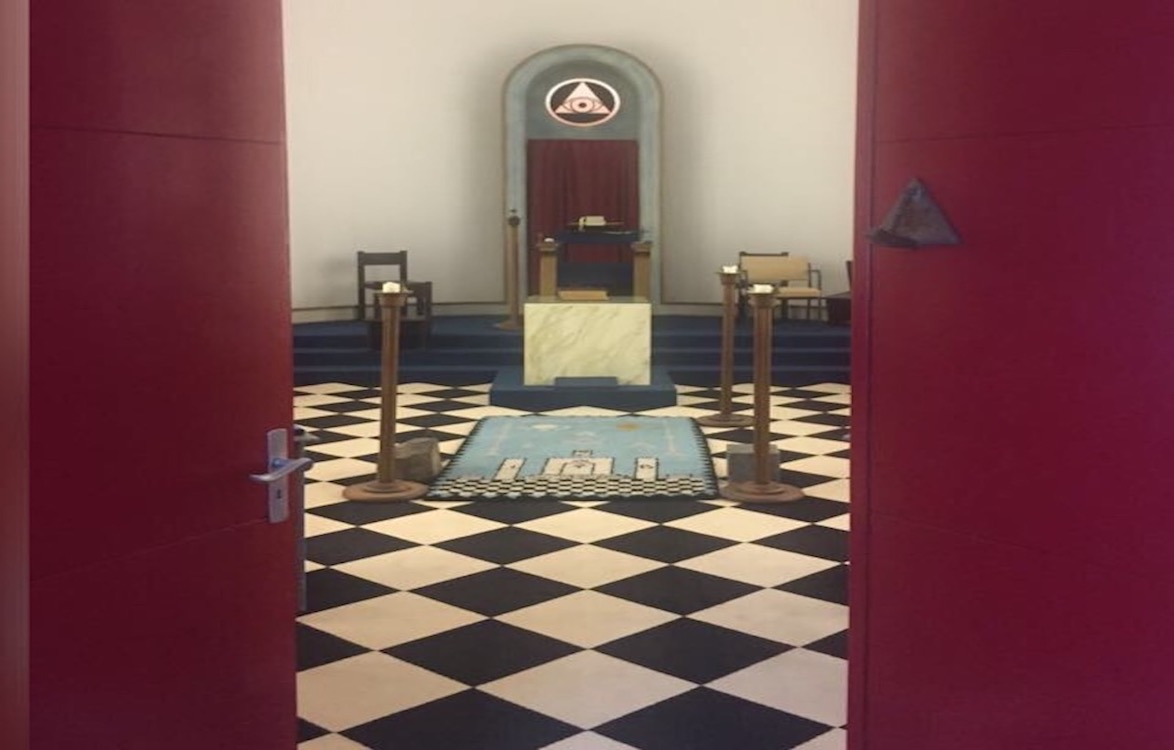
Werkplaats loge WFK
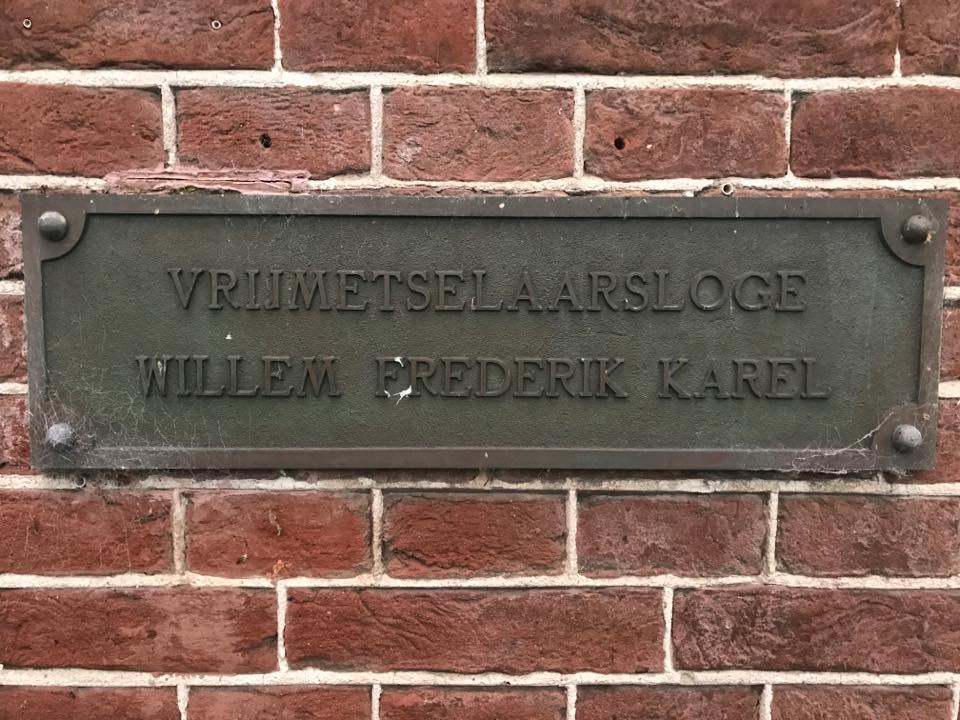
Gevelbord Loge WFK